# Повені в Пакистані (2022)
Повені в Пакистані — З 14 червня по жовтень 2022 року повені в Пакистані забрали життя 1739 осіб і спричинили збитки на 3,2 трильйона ₨ (14,9 мільярда доларів США) та економічні збитки на 3,3 трильйона ₨ (15,2 мільярда доларів США). Безпосередніми причинами повеней були сильніші, ніж зазвичай, мусонні дощі та танення льодовиків, яке послідувало за сильною спекою, обидва з яких пов’язані зі зміною клімату.
Ця повінь стала найсерйознішою у світі після повеней у Південній Азії 2020 року і описується як найгірша в історії країни. 25 серпня Пакистан оголосив надзвичайний стан через повінь.

## Фон
Міністр зміни клімату Пакистану Шеррі Рехман заявила, що в провінціях Сінд і Белуджистан випало більше опадів, ніж у середньому за серпень, на 784% і 500% відповідно. Вищі, ніж середні, мусонні дощі також були зареєстровані в Індії та Бангладеш. Індійський океан — один із океанів, що нагрівається найшвидше у світі, нагрівається в середньому на 1 °C (1,8 °F) (тоді як світові температури зараз на 1,2 °C (2,2 °F) вище доіндустріальних температур, океани загалом мають температуру близько 0,7 °C (1,3 °F). Вважається, що підвищення температури поверхні моря збільшує кількість мусонних опадів. Крім того, у травні та червні на півдні Пакистану спостерігалися хвилі спеки, які встановлювали рекорди й самі по собі ставали ймовірнішими через зміну клімату. Це спричинило сильний температурний мінімум, який призвів до сильніших дощів, ніж зазвичай. Хвилі спеки також викликали льодовикові повені в Гілгіт-Балтістані.
На Пакистан припадає менше 1% світових викидів парникових газів, але це одне з найбільш вразливих місць до зміни клімату. Дослідження, проведене міжнародною групою кліматологів, говорить, що лобальне  потепління призвело до того, що повені погіршилися на 50%, а ймовірність майбутніх повеней стала більшою. Однак деякі з причин серйозності повені є місцеві жителі країни. Вирубка лісів у Пакистані також стала фактором, що посилив повені.

## Наслідки
Загинули 1739 осіб, у тому числі 647 дітей, ще 12 867 отримали поранення. Понад 2,1 мільйона людей залишилися без даху над головою через повені. Це найбільш смертоносна повінь у Пакистані з 2010 року, коли під час повені загинуло майже 2000 осіб, і найбільша смертоносна повінь у світі з часів повені в Південній Азії 2020 року. 29 серпня Шеррі Реман, міністр зміни клімату, заявила, що «одна третина» країни знаходиться під водою, і немає «суші, щоб викачати воду», додавши, що це «криза». неймовірних розмірів». Її заява отримала широке висвітлення в ЗМІ. Навпаки ООН повідомив, що  було затоплено приблизно 9% території Пакистану, а USAID вказало, що максимальна площа паводкових вод становить 32 800 квадратних миль (приблизно 10% території Пакистану). У звіті Бі-Бі-Сі у вересні 2022 року зазначено, що кілька наукових дослідницьких груп підрахували, що близько 10-12% Пакистану було затоплено. Сільськогосподарські поля також були водою. Близько 10–12% Пакистану було затоплено; загальна площа стоячих паводкових вод досягла піку між липнем і серпнем і становила приблизно 32 800 квадратних миль (84 952 км 2 ).

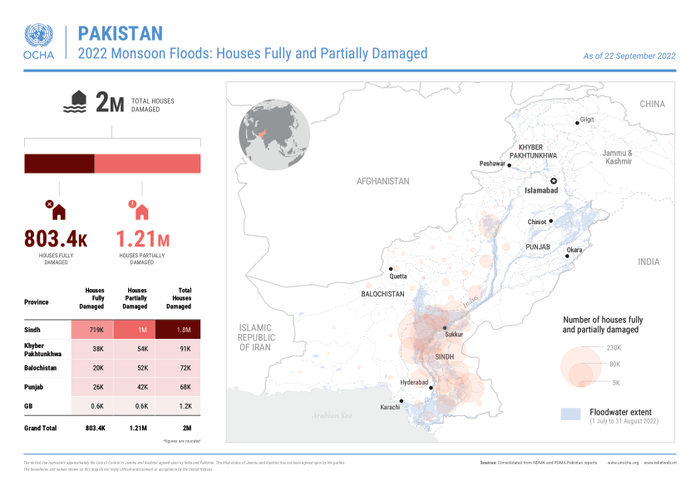
Пошкоджених будинків по району

Повені вразили 33 мільйони людей у Пакистані і зруйнували 897 014 будинків і пошкодили ще 1 391 467. Було вбито 1 164 270 голів худоби, більшість із них у провінції Белуджистан, тоді як було зруйновано 13 115 кілометрів (8 149 миль) доріг і 439 мостів ускладнило доступ до постраждалих від повені районів. Понад 22 000 шкіл було пошкоджено або зруйновано.
Урядові чиновники оцінили витрати на реконструкцію та економічні збитки щонайменше в 30 мільярдів доларів, що еквівалентно приблизно 10% ВВП. Оцінка потреб під керівництвом Міністерства планування, розвитку та спеціальних ініціатив та проведена спільно з Азійським банком розвитку (АБР), Європейським Союзом (ЄС), установами ООН за технічної підтримки Програми розвитку ООН (ПРООН), а Світовий банк дійшов висновку, що збитки перевищують 14,9 мільярдів доларів. Економічні збитки, за оцінками, сягнули приблизно 15,2 мільярда доларів США, а орієнтовні потреби у відновленні та реконструкції у стійкий спосіб становлять щонайменше 16,3 мільярда доларів США.
Співробітники гуманітарних організацій попередили, що брак чистої питної води спричинив зростання захворювань, що передаються через воду, а саме діареї, холери, лихоманки денге та малярії. Також широко повідомлялося про шкірні інфекції, спричинені вологими умовами.

## Катастрофа військового гелікоптера
1 серпня 2022 року гелікоптер армійської авіації Пакистану, який здійснював операції з ліквідації наслідків повені в районі Ласбела в Белуджистані, втратив зв’язок з диспетчером повітряного руху. Шестеро військовослужбовців, які перебували на борту, у тому числі командир XII корпусу генерал-лейтенант Сарфраз Алі, загинули під час катастрофи. У звітах пакистанської влади про їх раннє розслідування катастрофа пояснюється поганими погодними умовами, тоді як Reuters повідомляв про непідтверджені заяви повстанського угруповання белуджів «Baloch Raaji Aajoi Sangar» про те, що вони збили вертоліт.